# Ormoy (Essonne)
Ormoy és un municipi francès, situat al departament de l'Essonne i a la regió de Illa de França. L'any 2007 tenia 1.746 habitants.
Forma part del cantó de Mennecy, del districte d'Évry i de la Comunitat de comunes de la Val d'Essonne.

## Demografia

### Població
El 2007 la població de fet d'Ormoy era de 1.746 persones. Hi havia 596 famílies, de les quals 92 eren unipersonals (52 homes vivint sols i 40 dones vivint soles), 152 parelles sense fills, 296 parelles amb fills i 56 famílies monoparentals amb fills.
La població ha evolucionat segons el següent gràfic:
Habitants censats

### Habitatges
El 2007 hi havia 626 habitatges, 601 eren l'habitatge principal de la família, 8 eren segones residències i 17 estaven desocupats. 541 eren cases i 85 eren apartaments. Dels 601 habitatges principals, 465 estaven ocupats pels seus propietaris, 122 estaven llogats i ocupats pels llogaters i 14 estaven cedits a títol gratuït; 18 tenien una cambra, 34 en tenien dues, 70 en tenien tres, 124 en tenien quatre i 355 en tenien cinc o més. 541 habitatges disposaven pel capbaix d'una plaça de pàrquing. A 235 habitatges hi havia un automòbil i a 331 n'hi havia dos o més.

### Piràmide de població
La piràmide de població per edats i sexe el 2009 era:
| Homes | Edats   | Dones |
| ----- | ------- | ----- |
| 0     | 95 o +  | 0     |
| 8     | 90 a 94 | 8     |
| 0     | 85 a 89 | 4     |
| 0     | 80 a 84 | 4     |
| 0     | 75 a 79 | 8     |
| 28    | 70 a 74 | 4     |
| 24    | 65 a 69 | 24    |
| 12    | 60 a 64 | 20    |
| 28    | 55 a 59 | 20    |
| 32    | 50 a 54 | 48    |
| 60    | 45 a 49 | 48    |
| 72    | 40 a 44 | 60    |
| 36    | 35 a 39 | 60    |
| 52    | 30 a 34 | 60    |
| 52    | 25 a 29 | 48    |
| 48    | 20 a 24 | 28    |
| 56    | 15 a 19 | 48    |
| 44    | 10 a 14 | 48    |
| 48    | 5 a 9   | 24    |
| 56    | 0 a 4   | 24    |

## Economia
El 2007 la població en edat de treballar era de 1.161 persones, 908 eren actives i 253 eren inactives. De les 908 persones actives 844 estaven ocupades (452 homes i 392 dones) i 64 estaven aturades (29 homes i 35 dones). De les 253 persones inactives 91 estaven jubilades, 97 estaven estudiant i 65 estaven classificades com a «altres inactius».

### Ingressos
El 2009 a Ormoy hi havia 606 unitats fiscals que integraven 1.791 persones, la mediana anual d'ingressos fiscals per persona era de 23.718 €.

### Activitats econòmiques
Dels 134 establiments que hi havia el 2007, 2 eren d'empreses extractives, 1 d'una empresa alimentària, 2 d'empreses de fabricació de material elèctric, 1 d'una empresa de fabricació d'elements pel transport, 9 d'empreses de fabricació d'altres productes industrials, 35 d'empreses de construcció, 26 d'empreses de comerç i reparació d'automòbils, 7 d'empreses de transport, 8 d'empreses d'hostatgeria i restauració, 7 d'empreses financeres, 6 d'empreses immobiliàries, 14 d'empreses de serveis, 7 d'entitats de l'administració pública i 9 d'empreses classificades com a «altres activitats de serveis».
Dels 48 establiments de servei als particulars que hi havia el 2009, 3 eren tallers de reparació d'automòbils i de material agrícola, 2 tallers d'inspecció tècnica de vehicles, 1 establiment de lloguer de cotxes, 4 paletes, 2 guixaires pintors, 3 fusteries, 7 lampisteries, 9 electricistes, 5 empreses de construcció, 3 perruqueries, 5 restaurants, 2 agències immobiliàries, 1 tintoreria i 1 saló de bellesa.
Dels 8 establiments comercials que hi havia el 2009, 1 era un hipermercat, 1 un supermercat, 1 una botiga de menys de 120 m², 1 una botiga de congelats, 1 una llibreria, 2 botigues de material esportiu i 1 una joieria.

## Equipaments sanitaris i escolars
El 2009 hi havia 1 escola maternal i 1 escola elemental.

## Poblacions més properes
El següent diagrama mostra les poblacions més properes.